# Thesis
Thesis – polski zespół rockowy założony w 2007 roku w Warszawie.

## Historia
Zespół Thesis powstał na początku 2007 roku. W ciągu pierwszej połowy roku zespół zagrał kilka koncertów oraz przygotowywał materiał na debiutancką płytę. 
Sesja nagraniowa rozpoczęła się w czerwcu 2007 roku w krakowskim Green Studio. Realizacją dźwięku, miksem i masteringiem zajął się Marcin Prusiewicz. Początkiem 2008 roku ukazał się materiał promocyjny Thesis Promo 2008 składający się z dwóch, z dziewięciu nagranych podczas letniej sesji nagraniowej.
Dnia 1 czerwca 2008 roku utwór Like a Child ukazuje się na składankowej płycie Minimax vol. 5 przygotowanej przez Piotra Kaczkowskiego z radiowej Trojki. 
9 września 2009 roku odbyła się premiera debiutanckiego materiału Channel 1. Płyta była dostępna na stronie zespołu do darmowego legalnego pobrania oraz na rynku pod postacią kolekcjonerskiego wydania digipak wzbogaconego o 5 dodatkowych utworów. 
W ramach promocji debiutanckiego krążka zespół Thesis pojawił się m.in. w telewizji TVN Warszawa udzielając wywiadu oraz prezentując utwór Alice jak również w telewizji Superstacja udzielając wywiadu oraz wykonując utwór Like a Child. Zespół doczekał się również prezentacji w programie Qadrans Qltury (TVP Warszawa). 
27 listopada 2010 roku zespół Thesis wyruszył w pierwszą trasę po Polsce. W ramach Channel 1 Farewell Tour zespół odwiedził ponad 11 miast po raz pierwszy prezentując się m.in. w Toruniu, Łodzi, Krakowie czy Chełmie. Po zakończeniu trasy zespół rozpoczął pracę nad nowym materiałem i preprodukcji kolejnego albumu.
20 maja 2011 roku na rynku ukazał się minialbum Thesis Acoustic Music EP1. Trwająca ponad 20 minut epka zawiera 4 kompozycje, znane z debiutanckiej płyty, w zupełnie nowych akustycznych aranżacjach. 
Na przełomie 2011 i 2012 roku zespół wyruszył w kolejną trasę koncertową odwiedzając nowe miejsca. Thesis został również zaproszony na część polskiej trasy Eartshine Tour zespołu Tides From Nebula. 
Po powrocie z trasy, w podwarszawskim Pinesound Studio, grupa rozpoczęła rejestrację materiału na kolejną płytę. Realizacją nagrań oraz miksem zajął się tym razem gitarzysta Thesis, Jerzy Rajkow-Krzywicki, a mastering został powierzony po raz kolejny Marcinowi Prusiewiczowi. Pod koniec lata 2012, Thesis zakończył miksowanie nowego albumu.
19 października 2012 roku ukazała się pięcioutworowa epka Fates EP2 zapowiadająca druga płytę zespołu. Tego samego dnia zespół wyruszył w kolejną trasę koncertową.
W grudniu 2012 zespół opuścił dotychczasowy wokalista Łukasz Krajewski, jego miejsce zajął Kacper Gugała, udzielający się wcześniej w zespole 4th Fret. W tym składzie zespół kończy nagrywanie kolejnej płyty zatytułowanej Z dnia na dzień na gorsze.

## Muzycy

### Skład zespołu
| Obecni członkowie - Kacper Gugała – wokale (od 2014) - Jan Rajkow-Krzywicki – gitara solowa (od 2007) - Jerzy Rajkow-Krzywicki – gitara rytmiczna (od 2007) - Daniel Fejdasz – gitara basowa (od 2017) - Wojciech Kotwicki – perkusja | Byli członkowie - Jarosław Stańczyk – perkusja (2007–2009) - Paweł Stanikowski – perkusja (2009–x) - Łukasz Krajewski – wokale (2007–2014) - Jan Kaliszewski – gitara basowa (2007–2017) |

### Galeria zdjęć

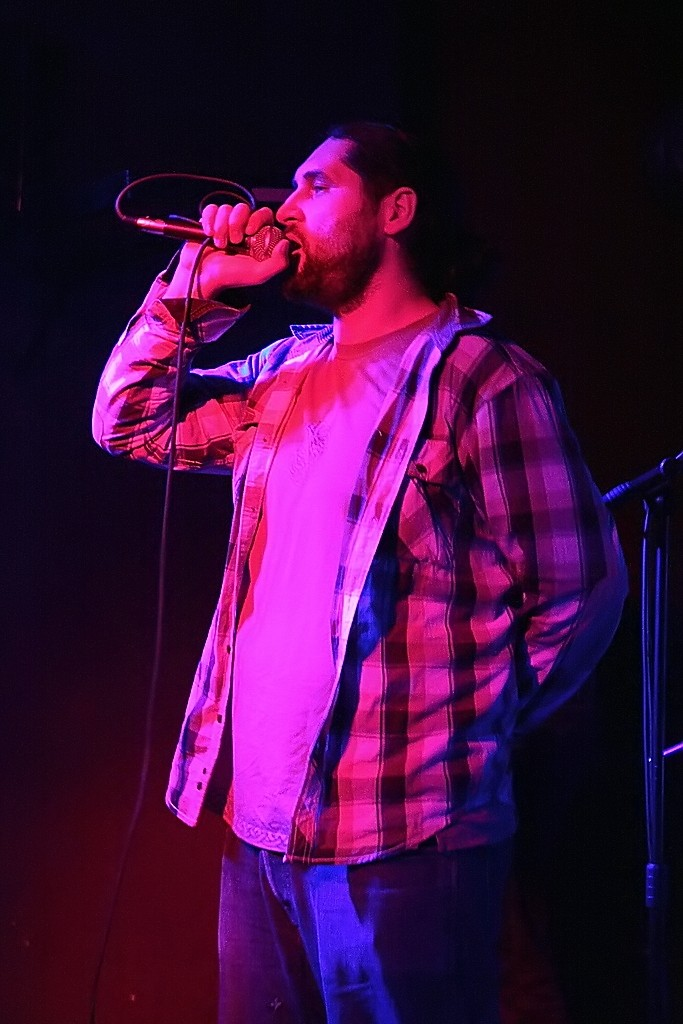
Łukasz Krajewski - wokale

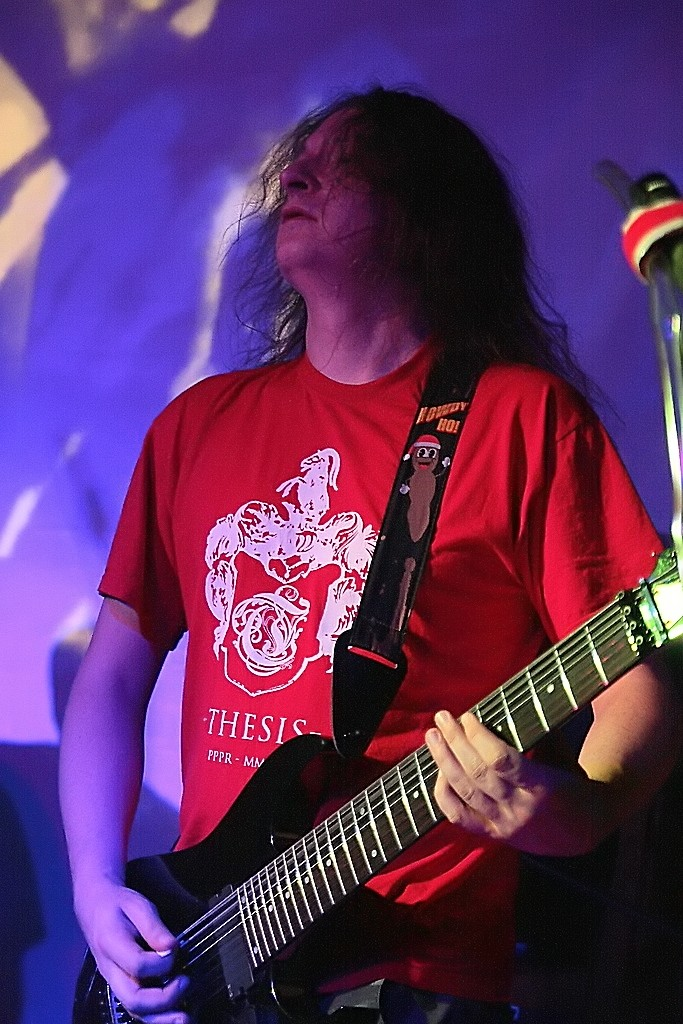
Jan Rajkow-Krzywicki - gitara solowa

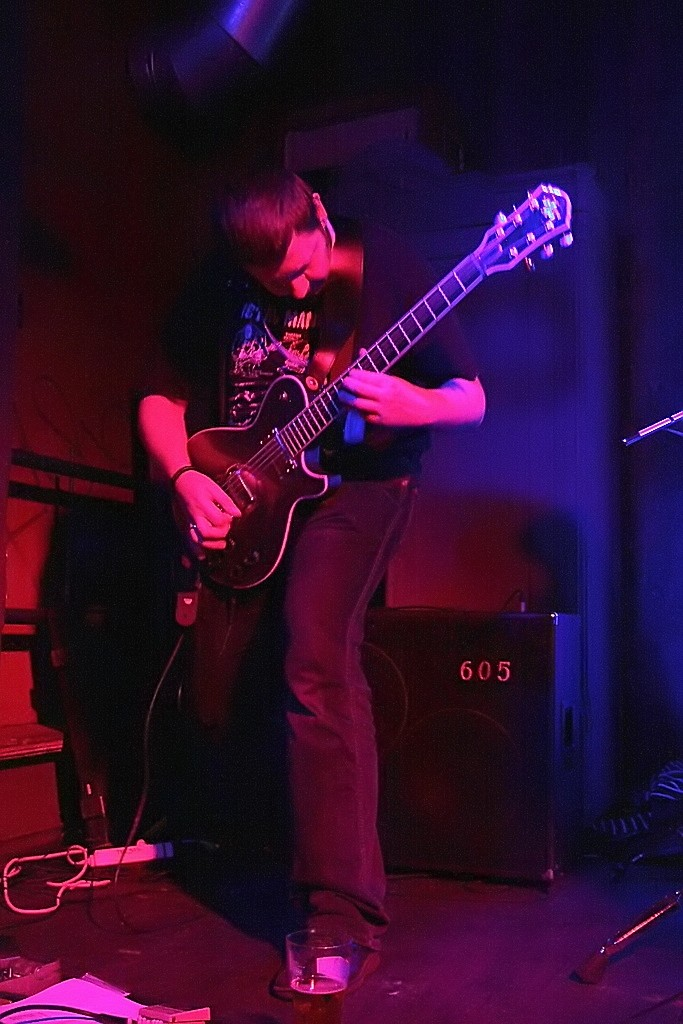
Jerzy Rajkow-Krzywicki - gitara rytmiczna

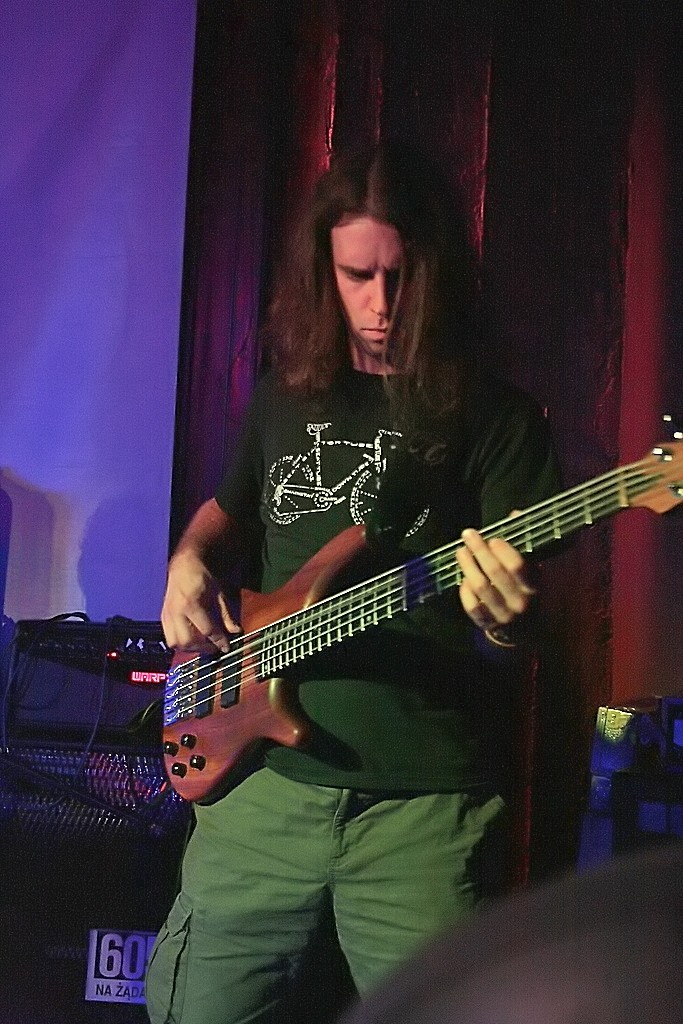
Jan Kaliszewski - gitara basowa

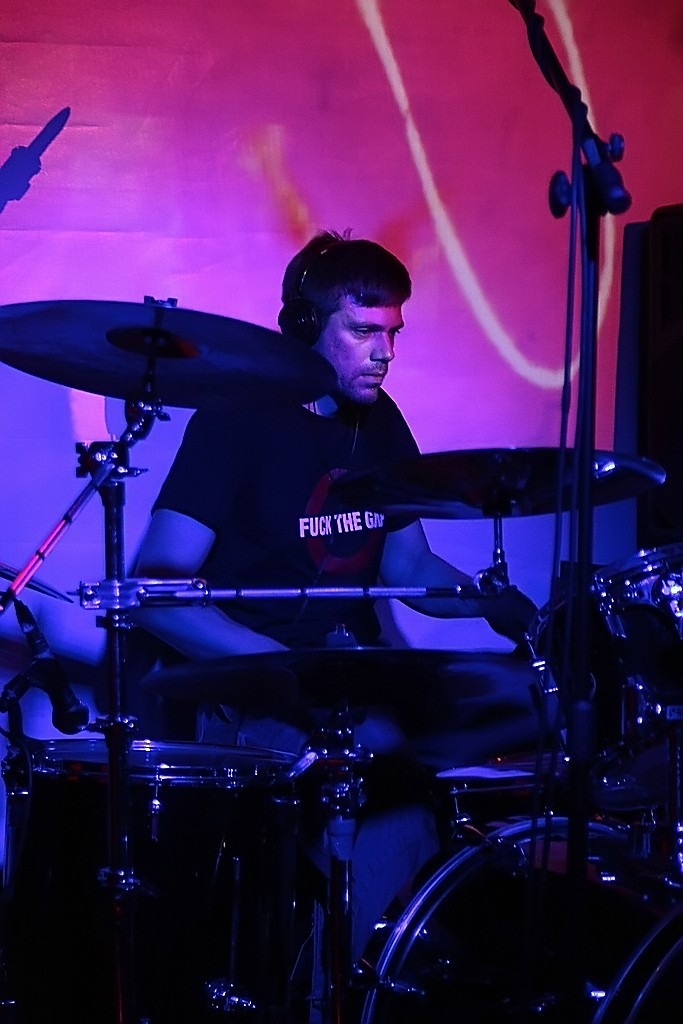
Paweł Stanikowski - perkusja

|  |  |  |  |  |

## Dyskografia
- Channel 1 (2009-09-09)
- Acoustic Music EP1 (2010-05-20)
- Fates EP2 (2012-10-19)
- Z dnia na dzień na gorsze (2014-02-21)